# Tå
Tå (latin: Digis pedis) er en legemsdel. Mennesker har ti tæer fordelt med fem på hver fod. 

## Danske navne
Den største tå kaldes storetåen, og den mindste kaldes for lilletåen. De tre midterste tæer har ingen danske betegnelser.
John Normann Ohrt har i børnebogen "Av, min tå! En drøm om tå-navne" (2006) foreslået betegnelserne langetå, rundtå og spidstå om de tre tæer mellem storetå og lilletå.

## Reference
1. ↑  Bojsen-Møller, Finn; Tranum-Jensen, Jørgen; Simonsen, Erik B. (2014). Bevægeapparatets anatomi (13 udgave). Munksgaard. s. 353.